# Internetni promet (statistika)
Internetni promet je prenos podatkov po internetnem omrežju. Ker je omrežje veliko in razpredeno, ni možno povsem točno meriti prenosa podatkov. Da se le okvirno oceniti promet

## Svetovni internetni promet
Ameriško podjetje Cisco Systems, je objavilo naslednje podatke za Internet Protocol (IP), fiksni in mobilni internet.
| Leto | IP prenos podatkov (PB/mesec) | Fiksni internet (PB/mesec) | Mobilni internet (PB/mesec) |
| ---- | ----------------------------- | -------------------------- | --------------------------- |
| 1990 | 0,001                         | 0,001                      |                             |
| 1991 | 0,002                         | 0,002                      |                             |
| 1992 | 0,005                         | 0,004                      |                             |
| 1993 | 0,01                          | 0,01                       |                             |
| 1994 | 0,02                          | 0,02                       |                             |
| 1995 | 0,18                          | 0,17                       |                             |
| 1996 | 1,9                           | 1,8                        |                             |
| 1997 | 5,4                           | 5,0                        |                             |
| 1998 | 12                            | 11                         |                             |
| 1999 | 28                            | 26                         |                             |
| 2000 | 84                            | 75                         |                             |
| 2001 | 197                           | 175                        |                             |
| 2002 | 405                           | 356                        |                             |
| 2003 | 784                           | 681                        |                             |
| 2004 | 1 477                         | 1 267                      |                             |
| 2005 | 2 426                         | 2 055                      | 0,9                         |
| 2006 | 3 992                         | 3 339                      | 4                           |
| 2007 | 6 430                         | 5 219                      | 15                          |
| 2008 | 9 927                         | 7 639                      | 38                          |
| 2009 | 14 414                        | 10 676                     | 92                          |
| 2010 | 20 197                        | 14 929                     | 256                         |
| 2011 | 27 483                        | 20 634                     | 597                         |
| 2012 | -                             | 31 338                     | 885                         |